# TV Mais
TV Mais foi uma revista semanal de televisão portuguesa editada em Oeiras, pertencendo ao grupo das três mais vendidas do seu setor.

## História
O primeiro número da revista chegou às bancas a 1 de fevereiro de 1993.
A revista foi lançada pelo grupo suiço Edipresse em parceria com a Repórteres Associados (que detinha o semanário "Tal & Qual"), do jornalista José Rocha Vieira, o primeiro diretor da publicação.
Em finais dos anos 90, os suiços juntaram-se à Abril-Controljornal, grupo então liderado pelo brasileiro Roberto Civita (1936-2013) e por Francisco Pinto Balsemão. Este último acabou por ficar com o título até finais de 2017, ano em que colocou todas as suas revistas à venda.
Pertence, desde janeiro de 2018, ao grupo TIN-Trust in News,, de Luís Delgado. Sai à quarta-feira.
Teve como diretor, durante mais de uma década, o jornalista Carlos Maciel, atual diretor-adjunto.
Foi dirigida pela jornalista Teresa Pais entre 2007 e 2015. Sandra Cerqueira é a atual diretora da revista.

## Formato
A TV Mais foi uma revista semanal, com toda a informação sobre a programação televisiva nacional, entretenimento e atualidade social, abrangendo igualmente outros domínios de interesse, tais como: moda, beleza, livros, culinária, vida de figuras públicas nacionais e internacionais, indo desta forma ao encontro de um leque bastante alargado de leitores.

## Ligações Externas
- Site oficial
- Página oficial no Facebook